# Melicope perlmanii
Melicope perlmanii är en vinruteväxtart som beskrevs av Florence. Melicope perlmanii ingår i släktet Melicope och familjen vinruteväxter. Inga underarter finns listade i Catalogue of Life.